# Aglais lydiae
Aglais lydiae är en fjärilsart som beskrevs av Dublitzky 1925. Aglais lydiae ingår i släktet Aglais och familjen praktfjärilar. Inga underarter finns listade i Catalogue of Life.